# Roses rouges pour le Führer
Roses rouges pour le Führer (Rose rosse per il führer) est un film italien, réalisé par Fernando Di Leo, sorti en 1968.

## Synopsis
Pendant la Seconde Guerre mondiale, un capitaine américain tente de récupérer, avec le concours de quelques partisans, un précieux mémorandum des mains des nazis.

## Fiche technique
- Titre original : Rose rosse per il führer
- Réalisation : Fernando Di Leo
- Scénario : Fernando Di Leo et Enzo Dell'Aquila
- Photographie : Franco Villa (de)
- Musique : Gino Peguri
- Montage : Mario Morra
- Création des costumes : Loredana Longo
- Société de production : Dino Films
- Format : Couleur - 2.35:1 - 35 mm - Son mono
- Pays : Italie
- Durée : 97 min
- Genre : Drame et guerre
- Date de sortie :
  - 24 avril 1968 en Italie

## Distribution
- James Daly : Major Mike Liston
- Pier Angeli : Marie
- Peter van Eyck : Colonel Kerr
- Bill Vanders : Jean
- Nino Castelnuovo : Vincent
- Gianni Garko : Alex Postov / Lieutenant Mann
- Mia Gemberg : Jeanine Lemoine
- Michael Wilding : le général anglais
- Ruggero Daninos : Major Frenke
- Sergio Ammirata : Bob
- Gino Santercole : le parachutiste anglais
- Antonio Monselesan : l'officier allemand
- Polidor : Padre Louis
- Alessandro Tedeschi
- Carla Maria Puccini